# Antiga rectoria (Albanyà)
L'Antiga rectoria és una obra d'Albanyà (Alt Empordà) inclosa a l'Inventari del Patrimoni Arquitectònic de Catalunya.

## Descripció
L'antiga rectoria d'Albanyà es troba a la plaça Major a poques passes de l'església de St. Pere.
És una casa de planta quadrada de planta baixa i pis, orientada de llevant a ponent. Està formada per tres crugies orientades a tramuntana cobertes per volta de pedra grassa i suportades per parets de pedra. L'accés a la planta pis és interior i està situat a la part de tramuntana de la crugia central. La coberta és a dues aigües i està suportada per cairats de fusta.